# Інститут післядипломної освіти та доуніверситетської підготовки Львівського національного університету імені Івана Франка
Інститут післядипломної освіти та доуніверситетської підготовки Львівського національного університету імені Івана Франка  — структурний підрозділ Львівського національного університету імені Івана Франка.

## Історія
У 1989 році внаслідок об'єднання Підготовчих курсів та факультетів підвищення кваліфікації викладачів вузів і працівників Мінфіну був утворений Інститут підвищення кваліфікації і перепідготовки кадрів.
У 2003 році він був перейменований на Інститут післядипломної освіти Львівського національного університету імені Івана Франка.
У 2012 році, після об'єднання з факультетом доуніверситетської підготовки Університету, він отримав назву «Інститут післядипломної освіти та доуніверситетської підготовки Львівського національного університету імені Івана Франка».
Станом на 2016 рік директором інституту є кандидат економічних наук, доцент, заслужений працівник освіти України Юрій Степанович Занько.

## Адміністрація
- Директор — Занько Юрій Степанович
- Заступник директора з навчальної роботи — Корчак Юрій Михайлович
- Заступник директора з господарської роботи — Гур Любов Михайлівна

## Центри
В інституті діють 4 Центри, у яких навчається близько 2000 слухачів:
- Центр післядипломної освіти [Архівовано 19 листопада 2016 у Wayback Machine.], який структурно складається з трьох факультетів (правничого; гуманітарно-природничого; економіки, менеджменту та міжнародного права) і надає можливість слухачам здобувати іншу спеціальність на основі попередньої базової або повної вищої освіти;
- Центр міжнародної освіти [Архівовано 19 листопада 2016 у Wayback Machine.] структурно складається з підготовчого відділення для іноземних громадян, відділу організації навчання іноземних громадян та відділу тестування іноземних громадян з української мови. Основними завданнями цього Центру є підготовка іноземних громадян до вступу до вищих навчальних закладів України, організаційний супровід іноземних студентів під час навчання в Університеті, а також проведення сертифікаційного тестування іноземних громадян з української мови;
- Центр доуніверситетської та сертифікаційної освіти [Архівовано 19 листопада 2016 у Wayback Machine.] структурно складається з підготовчих курсів для громадян України і відділення педагогічної та сертифікаційної освіти. Завдання Центру доуніверситетської та сертифікаційної освіти — допомогти абітурієнтам зорієнтуватися у виборі майбутньої спеціальності, підвищити рівень знань із шкільних дисциплін, а також фахівцям із різних галузей знань пройти курси підвищення кваліфікації;
- Центр неперервної освіти [Архівовано 19 листопада 2016 у Wayback Machine.] створений у 2015 році з метою забезпечення безперервності, наступності та соціальної компоненти освіти, що досягається шляхом проведення різного виду мовних курсів, психологічних тренінгів, курсів бухгалтерів та економістів і т. ін.